# Katun (Vranje)
Katun es un pueblo ubicado en el territorio de Vranje, en el distrito de Pčinja, Serbia.

## Superficie
Posee una superficie de 6,495 kilómetros cuadrados.

## Demografía
Hasta 2011 la población era de 404 habitantes, con una densidad de población de 62,20 habitantes por kilómetro cuadrado.